# Jeremy Paxman
Jeremy Dickson Paxman (* 11. května 1950) je britský novinář, spisovatel a televizní moderátor. Od roku 1977 pracuje pro BBC. Jeho rozhovory, obzvláště ty s politiky, jsou pověstné svým přímočarým, až neomaleným stylem. Paxmanova pravidelná vystoupení v programu Newsnight na BBC2 byla kritizována kvůli agresivitě, ponižování a bohorovnosti, ovšem dostalo se jim také chvály za to, jak jsou nesmlouvavá a břitká. Když byla v roce 1994 obnovena znalostní soutěž University Challenge, převzal Paxman po Bamberu Gascoignovi roli moderátora.

## Dětství a mládí
Jeremy Paxman se narodil v Leedsu. Jeho matka, Joan (* 1920) byla v domácnosti. Jeremy je nejstarší ze čtyř sourozenců. Má sestru Jenny, která pracuje jako produkční v rádiu BBC, a dva bratry, z nichž jeden – Giles – je britským velvyslancem ve Španělsku a dříve zastával stejnou pozici v Mexiku.
Paxman vyrůstal v Yorkshire a v Peopletonu (Worcestershire). V letech 1964–1968 navštěvoval Malvern College, později studoval na St Catharine's College v Cambridgi,, kde byl šéfredaktorem studentských novin Varsity.. Během studií na Cambridgi byl Paxman krátce členem Labour Clubu.
V lednu 2006 byl o Paxmanovi natočen jeden díl seriálu BBC zaměřeného na genealogii Who Do You Think You Are? (Kdo si myslíte, že jste?). Autoři tohoto dokumentu vyzkoumali, že Paxman je potomkem Rogera Packsmana, politika, který žil ve 14. století v Suffolku, a který si změnil jméno, aby si naklonil „voliče“ („pax“ znamená latinsky „mír“). Babička z matčiny strany se narodila v Glasgow ve Skotsku. Ještě před odvysíláním tohoto dílu vzbudila značnou pozornost ukázka, ve které je obvykle nemilosrdný Paxman natočen se slzami v očích, když se dozvídá, jak jeho zbídačené prababičce Mary Mackayové byla odepřena pomoc pro chudé, protože byla údajně matkou nemanželského dítěte.

## Profesní kariéra

### Žurnalistika
V roce 1972 začal Paxman v rámci školicího programu pro vysokoškoláky pracovat pro BBC. Začínal v oblastním rádiu – v BBC Radio Brighton. Později se přestěhoval do Belfastu, odkud informoval o konfliktu v Severním Irsku. V roce 1977 začal pracovat v Londýně. O dva roky později přešel z programu Tonight do pořadu Panorama. Po pěti letech, kdy byl reportérem v oblastech jako Bejrút, Uganda nebo střední Amerika, uváděl dva roky zprávy Six O’Clock News, načež začal moderovat pořad Breakfast Time na stanici BBC1.

#### Newsnight
Moderátorem pořadu Newsnight se stal Paxman v roce 1989.
13. května 1997 se v tomto pořadu odehrálo notoricky známé interview s Michaelem Howardem. Ten byl ještě dva týdny předtím britským ministrem vnitra, v rámci čehož jednal s Derekem Lewisem, šéfem vězeňské služby, o možném odvolání správce věznice Parkhurst – Johna Marriotta. Howard na otázky odpovídal dosti vyhýbavě, na což Paxman zareagoval tím, že se ho dvanáctkrát za sebou zeptal „Pohrozil jste mu, že ze své pozice rozhodnutí prosadíte?“ (pokud bychom počítali i další dvě otázky, položené ještě před touto sérií a trochu jinak formulované, dostali bychom se na 14 opakování).Howard ani přesto neodpověděl přímo, neustále jen opakoval, že Lewisovi „nic nenařídil“ a ignoroval slovo „pohrozit“. V jubilejním vysílání, kdy pořad Newsnight slavil 20 let, řekl Paxman Howardovi, že se tehdy prostě jen snažil rozhovor natáhnout, protože ještě nebyl připravený další příspěvek do programu. V roce 2004 Paxman před Howardem, který byl v té době předsedou Konzervativní strany, toto téma znovu otevřel. Ten jeho tvrzení se smíchem popřel a prohlásil, že tehdy šéfovi vězeňské služby prosazením daného rozhodnutí nepohrozil. Tajné materiály Ministerstva vnitra, zveřejněné v roce 2005 v souladu se zákonem o svobodném přístupu k informacím, ovšem jeho výrok nepotvrdily.
V roce 1998 rezignoval Denis Halliday, humanitární koordinátor Spojených národů, na svůj post v Iráku s tím, že sankce, které na tuto zemi jeho vlastní organizace uvalila, mají stejný dopad jako genocida. V interview pro Newsnight se ho Paxman zeptal: „Nejste prostě jen zastáncem Saddáma Husajna?“
Ve stejném roce získal Paxman ocenění Královské televizní společnosti.
V roce 2003 se ministerský předseda Tony Blair rozhodl, že obhájí správnost invaze do Iráku prostřednictvím televizního vystoupení, kde mu bude klást otázky publikum. Paxman tento pořad moderoval, a mnoho lidí si dodnes pamatuje, jak se Blaira zeptal, jestli se s americkým prezidentem, společně modlí. „Ne, Jeremy, nemodlíme se spolu,“ zněla Blairova odpověď.
Paxman si nebere servítky ani když se nejedná o politiku. Když se šéfredaktor pořadu Newsnight rozhodl, že se místo finančních zpráv bude vysílat předpověď počasí, Paxman toto rozhodnutí otevřeně zesměšnil. „A co se týče dnešního počasí – ostatně, co čekáte? Je duben!“ O několik týdnů později byly finanční zprávy znovu zavedeny. V anketě Radio Times v roce 2006 se mezi třemi tisíci „nejstrašidelnějšími“ osobnostmi televize umístil Paxman na čtvrtém místě.

### Ostatní televizní angažmá
Jednou týdně Paxman uvádí televizní pořady Did You See? (Viděli jste to?), You Decide (Rozhodněte to sami) a University Challenge (Univerzitní kvíz). Na BBC World uvádí jednou týdně výběr z pořadu Newsnight.
V únoru 2009 začala BBC One vysílat čtyřdílný dokument The Victorians, který je založen na Paxmanově knize a který zkoumá umění a kulturu viktoriánské doby.

#### Paxman a BBC
Když byl generálním ředitelem BBC John Birt, otiskl občas britský tisk Paxmanovu kritiku na jeho adresu. Birt, který byl zpočátku podezříván z toho, že byl dosazen nepřátelsky nakloněnou vládou, aby dohlížel na rozpad a následný odprodej této televizní společnosti, zase veřejně vyjadřoval nesouhlas s tím, co spatřoval jako konfrontační přístup některých televizních a rozhlasových moderátorů. V té době to bylo považováno za skrytou kritiku Jeremyho Paxmana a jeho kolegy Johna Humphryse.
V srpnu 2007 přednesl Paxman na Mezinárodním televizním festivalu v Edinburghu prestižní MacTaggartův projev. Byl velice kritický k většině toho, co se v tehdejší britské televizi dělo. Vyjádřil znepokojení nad tím, že v důsledku skandálů okolo produkce toto médium rychle ztrácelo důvěru veřejnosti. Ke kritice, jíž Tony Blair podrobil masmédia v době, kdy opouštěl funkci premiéra, Paxman řekl, že pokud jsou média vůči stávající vládě „v opozici“, může to být jen ku prospěchu demokracii, a že cíle zakladatele BBC Reitha – „informovat, vzdělávat a bavit“ – jsou stále platné. Využil této příležitosti i k tomu, aby dementoval, že při rozhovorech s vysokými politiky mu jde hlavou většinou „Proč mi ten parchant lže?“ Označil tuto formulaci, která je mu často připisována, za „nepřesnou“. Apeloval na představitele televizního průmyslu, aby se snažili znovu najít smysl své práce.

### Knihy
První knihu napsal Paxman v roce 1982 spolu se svým přítelem a kolegou z BBC Robertem Harrisem. Jmenuje se A Higher Form of Killing a navazuje na jeden z dílů programu Panorama, ve kterém se společně zaměřili na biologické a chemické vedení války. V aktualizované verzi z roku 2002 autoři prohlásili, že Irák má chemické a biologické zbraně. V roce 1985 Paxman vydal knihu Through the Volcanoes: A Central American Journey, vyprávění o jeho vlastních zážitcích ze střední Ameriky – s lidmi, místy i politikou. Další titul, Friends in High Places: Who Runs Britain? (1991), založený na mnoha rozsáhlých rozhovorech s mocnými či vlivnými lidmi, tzv. „vládnoucí třídou“. Jeho kniha The English: A Portrait of a People (1999) (česky vyšlo v roce 2006 pod názvem Angličané – portrét národa) byla kritikou velice dobře přijata. Kniha The Political Animal: An Anatomy, která vyšla v roce 2003, je opět založena na početných rozhovorech a zkoumá motivace a metody autorovy obvyklé kořisti: westminsterských politiků. Z dalšího díla – On Royalty – se k překvapení samotného Paxmana, který je jinak republikán, i mnoha dalších, vyvinula obhajoba konstituční monarchie. Na titul The Victorians: Britain through the Paintings of the Age, vydaný v roce 2009, navázala BBC dokumentárním seriálem. Paxmanova poslední kniha, Empire: What Ruling the World Did to the British, je studií Britského impéria.

### Rozhlas
Od 1998 do 2002 Paxman uváděl pořad Start the Week, který je vlajkovou lodí Programu BBC Radio 4.

### Ocenění
V roce 1996 dostal cenu Richarda Dimblebyho od BAFTA za "vynikající moderátorské výkony v dokumentární oblasti". O dva roky později obdržel od Královské televizní společnosti ocenění Nejlepší moderátor diskusního pořadu, a to za proslulý rozhovor s Michaelem Howardem. Mimo jiné byl v letech 2002 a 2007 oceněn Královskou televizní společností jako "Nejlepší televizní redaktor".

## Soukromý život
Paxman žije ve městě Stonor v Oxfordshire se svou partnerkou Elizabeth Ann Clough. Mají tři děti: Jessiku a dvojčata jménem Victoria a Jack. Je fanouškem Leeds United a ve volném čase muškaří.
Pravidelně trpí depresemi.

## Kritika
Paxman byl veřejně kritizován za to, že pomocným silám ve své domácnosti platil pouze minimální mzdu, a to aniž by měl s nimi uzavřenou smlouvu.
Dvacet skotských poslanců podepsalo v březnu 2005 podnět, ve kterém Paxmana odsuzují za to, že přirovnal údajnou přesilu Skotů ve Westminsteru k britské nadvládě v Indii: Spojenému království vládne „Skotský Rádž“, vyjádřil se Paxman. Tento spor se rozhořel těsně poté, co si jeden z ministrů stěžoval, že si z něj moderátor v Newsnight dělal legraci kvůli jeho glasgowskému přízvuku. Svými reakcemi Paxman ještě přilil olej do ohně. V úvodu k novému vydání slovníku Chambers Dictionary z roku 2008 označil dílo skotského národního básníka jako sentimentální slátaninu. Paxman sám je po babičce z matčiny strany Skot, což podle něj často vede k mylné interpretaci toho, co říká, a tvrdí, že on má Skoty rád.
Paxman se dostal pod palbu kritiků americké zahraniční politiky za to, že se účastnil Britsko-amerického projektu, na jehož adresu podle novin Guardian „dokonce i jeho zastánci žertují, že jej financuje CIA“.

## Paxman a populární kultura
- Paxman se stal terčem pozornosti médií v říjnu 2000, kdy byla na jeho adresu zaslán stroj Enigma, odcizený z muzea Bletchley Park. Paxman jej nechal zaslat zpět jeho právoplatným majitelům.[30]
- Charlie Brooker jednou ve svém sloupku napsal, že kdyby byl ředitelem BBC, nechal by Paxmana, aby své hosty doopravdy bil – pak by k tomu prý nebylo třeba nic dodávat.[31] V podobném duchu se v roce 1994 vyjádřil Graeme Garden – sledovanost Newsnight by se prý zvedla, kdyby byl Jeremy Paxman ozbrojen.[32]

## Česky vyšlo
- PAXMAN, Jeremy. Angličané – portrét národa. Praha: Academia, 2006. ISBN 80-200-1383-0.